# 52a Brigada Mixta (Exèrcit Popular de la República)
La 52a Brigada Mixta va ser una unitat de l'Exèrcit Popular de la República creada durant la Guerra Civil Espanyola. La brigada va tenir un paper rellevant, arribant a operar en els fronts d'Andalusia, Terol, Llevant i Extremadura.

## Historial
La unitat va ser creada el gener de 1937 a partir de les milícies que cobrien el subsector de Villanueva de Cauche, en el front de Màlaga, emprant inicialment la designació de Brigada «B». La unitat va tenir un accentuat caràcter comunista. Per a la prefectura de la unitat va ser designat el major de milícies José Recalde Vela, mentre que el capità d'infanteria Gonzalo Sales Llop va ocupar la prefectura d'Estat Major i el comunista José Gallardo Moreno va ser nomenat comissari de la unitat.
El 3 de febrer la brigada va evitar ser voltada (i destruïda) a Màlaga, traslladant-se al sector d'Almeria. Seria en aquestes dates quan la unitat va adoptar la numeració definitiva de «52». A mitjan març la brigada va ser enviada cap al sector de Pozoblanco, en relleu de la destrossada 20a Brigada Mixta. Per al dia 22 tota la brigada ja es troba en el sector amenaçat, incorporant-se a la contraofensiva republicana. El dia 24 va tenir un destacat paper en el contraatac republicà per les carreteres d'Alcaracejos i Villaharta. El 6 d'abril ocuparia els vèrtexs de «Mano de Hierro» i «El Médico», avançant també per les altures d'«Alcomosilla» i «Cabeza Mesada». La 52a Brigada Mixta va romandre en el front cordovès una vegada finalitzada la contraofensiva republicana. A l'abril va quedar agregada a l'acabada de crear 20a Divisió, encara que amb posterioritat passaria per les divisions 24a i 38a, successivament. El major Recalde seria enviat a la zona Nord, i fou substituït pel major de milícies Antonio Ortiz Roldán.
A mitjan desembre va ser enviada al front de Terol, quedant agregada a la 19a Divisió del XII Cos d'Exèrcit; situada inicialment en reserva, el dia 17 va ser situada en primera línia de combat. La 52a BM es destinguiría en l'ofensiva de Singra, motiu pel qual va ser especialment felicitada per l'Alt Comandament republicà. Per a llavors el comandament de la unitat l'exercia el comandant d'infanteria Daniel Fernández de Landa López de Garayo. Posteriorment, la unitat va estar desplegada al sector d'Alfambra, situada a l'avantguarda. A partir del 9 de març va quedar situada en reserva a la zona d'Utrillas, si bé el dia 12 va haver de replegar-se cap al «Collado de los Catalanes»; encara que la unitat va aconseguir mantenir una bona defensa enfront de la pressió franquista, el 5 abril es degué retirar cap a Morella. A partir de llavors, durant la campanya de Llevant, va anar retirant-se lentament fins a aconseguir les posicions fortificades de la línia XYZ.
Després de ser sotmesa a una reorganització, a l'agost la 52a Brigada va ser enviada al front d'Extremadura. Prendria part en els combats del sortint de Cabeza del Buey i en la fracassada ofensiva sobre Còrdova, entre el 22 de setembre i el 5 d'octubre. El 31 d'octubre va tornar al front de Llevant, si bé des de desembre va quedar assignada a la reserva general del Grup d'Exèrcits de la Regió Central, on va romandre fins al final de la contesa.

## Comandaments
Comandants
- Major de milícies José Recalde Vela;
- Major de milícies Antonio Ortiz Roldán;
- Comandant d'infanteria Daniel Fernández de Landa;

Major de milícies Santiago Álvarez de Toledo;
Comissaris
- José Gallardo Moreno, del PCE;
- Antonio Vila Macías, del PSOE;[7]